# Coordination française pour le lobby européen des femmes
La Coordination Française pour le Lobby Européen des Femmes (CLEF), est une association loi de 1901 féministe française, créée en 1991, qui rassemble 75 associations féministes.  
La CLEF œuvre pour la reconnaissance et la mise en acte de l’égalité des femmes et des hommes afin qu’ensemble ils construisent une société responsable et solidaire. Pour ce faire, elle développe des actions nationales dans différents domaines : emploi, vie familiale, parité dans la vie politique, économique et sociale, violences envers les femmes, système prostitutionnel.  
Elle porte les revendications des associations féministes adhérentes auprès des institutions françaises (Gouvernement, Parlement...) et des institutions européennes notamment à travers son appartenance au Lobby Européen des Femmes. Au niveau international, la CLEF milite pour les droits des femmes au sein de l'ONU (Commission on the Status of Women), du Conseil des droits Humains de Genève, du Comité pour l'élimination de la discrimination à l'égard des femmes (CEDEF/CEDAW) ou encore de la Conférence des ONG de l'ONU (CoNGO). 
Jocelyne Adriant-Mebtoul a été élue présidente de la CLEF en avril 2018, puis a été réélue en octobre 2020. 

## Forum International des Droits des Femmes
Du 4 au 7 avril 2021, la CLEF a organisé le tout premier Forum International des Droits des Femmes. A travers une vingtaine d'ateliers pilotés par des associations membres de la CLEF selon leurs expertises respectives, cet événement avait pour objectif de sensibiliser le plus grand nombre aux droits des femmes et des filles.
Ces ateliers ont couvert tous les droits fondamentaux des femmes et des filles, de la lutte contre les violences au leadership féminin, en passant par l'accès à la santé et aux droits sexuels et reproductifs, le maintien des filles à l'école ou l'autonomisation économique des femmes dans tous les domaines (social, environnemental, économique, numérique, culturel, sportif...). 
Adoptant une approche ascendante, il a permis de faire remonter et de mettre en lumière la réalité de terrain de la société civile et des associations féministes au quotidien. A l'issue de ces quatre jours de conférences, débats, échanges et animations, des recommandations pour faire progresser l'égalité femmes-hommes et les droits des femmes ont été présentées au gouvernement. Cet objectif résonnait avec le Forum Génération Égalité organisé en juin 2021 par la France, le Mexique et l’ONU pour les 25 ans de la Conférence de Pékin en 1995.
La diversité des thématiques et personnalités conviées a fait de ce Forum un événement inédit.